# Aya Seo
Aya Seo (jap. 瀬尾有耶 Seo Aya; ur. 25 lutego 1991 w Fukuyamie, w Japonii) – japońska siatkarka grająca jako libero. Obecnie występuje w drużynie Okayama Seagulls.